# Sven Friberg
Sven Richard Friberg (* 7. Februar 1895 in Lysekil; † 26. Mai 1964 in Göteborg) war ein schwedischer Fußballspieler.

## Laufbahn
Friberg spielte bei Örgryte IS. Mit dem Klub wurde er zwei Mal Erster in der Allsvenskan. Seinerzeit wurde der schwedische Meistertitel jedoch nicht offiziell vergeben.
Friberg bestritt zwischen 1915 und 1926 41 Länderspiele für Schweden Mit der Landesauswahl nahm er an den Olympischen Spielen 1924 teil. Bei dem Turnier gewann er mit der Mannschaft durch einen 3:1-Erfolg im Wiederholungsspiel über die Niederlande die Bronzemedaille.

## Erfolge
- Bronze Olympische Spiele: 1924
- Erster Allsvenskan: 1926, 1928